# 10TP
10TPは、第二次世界大戦前にポーランドで開発された戦車である。アメリカのクリスティー式戦車をもとに設計され、1両の試作車が完成しテストされたが、量産には至らなかった。

## 開発
1920年代末に、アメリカの発明家ジョン・W・クリスティーによって開発された戦車は、ストロークの大きいクリスティー式サスペンション、独特の装輪／装軌両用機構を備え、優れた機動性能を持っていた。軍の機械化を進めていたポーランドは、軍技術調査研究所（WIBI）の担当官を派遣、視察を行った。調査報告を元に1930年、クリスティー式戦車1両の購入が決定され、手付金も支払われたものの、結局、この購入計画は頓挫した。
原型とライセンス権を入手できなかったポーランドでは、1930年末、クリスティー式戦車の公表データや販促用リーフレット、視察時に得たスケッチ等を元に、独自に「クリスティー風（ア・ラ・クリスティー）」と名付けた装輪／装軌両用戦車の開発をスタートさせた。
その後、ポーランドはイギリスからヴィッカース 6トン戦車を購入、その改良型である7TP戦車の開発が始まったため、「クリスティー風」の開発は一時破棄されかけるが、その後、WIBIに代わって設立された装甲部隊技術調査室（BBT Br.Panc.＝Biuro Badań Technicznych Broni Pancernych）において計画は復活、ルドルフ・グンドラフ技師を長として、10TP（ポーランド10トン級戦車の意）の名称で開発が再スタートした。
10TPに求められた役割は、同じくクリスティー式戦車から発展したイギリスの巡航戦車（Mk.III以降）同様、機動力を活かし従来の騎兵の役割を代替もしくはそれを補佐するというもので、この頃立案された武器資材委員会（KSUS）の防衛整備6カ年計画では、10TPは、TK豆戦車（あるいはその代替の4TP）とともに機械化連隊に配備すべき装備と位置づけられた。
試作車は国営技術工廠（PZInż）の手により、1938年夏に完成した。10TPは、オリジナルのクリスティー式戦車が細い車体の前部中央に操縦手を配していたのに対し、操縦手と前方機銃手を並列で座れる幅広の車体を持ち、砲塔はボフォース37mm砲と同軸機銃を搭載する7TPの2名用のものが流用されていた。装輪走行時の機動性を向上させるため、第2転輪を引き上げることができるようになっていたのは、オリジナルのクリスティー式戦車や、ソ連やイギリスでの発展型にはない特徴だった。
その後行われた走行試験では若干の修正箇所は見つかったものの、概ね満足できる性能を発揮した。その後小改修の後、さらに1939年初めからテストが重ねられた。その一方で、装輪／装軌両用機構は複雑さの割に実用性は薄く、その分を装甲強化に回すべきとの判断に基づき、両用機構を廃した発展型、14TPの開発計画がスタートした。しかし、1939年9月の開戦により、10TP、14TPともに実用化されることなく終わった。

## 登場作品
『World of Tanks』
ポーランド軽戦車 10TP が開発可能。また、ポーランド軽戦車 14TP が開発可能。
『トータル・タンク・シミュレーター』
ポーランドの中戦車10TPとして使用可能。

## 参考資料
- Peter Chamberlain, Chris Ellis, PICTORIAL HISTORY OF TANKS OF THE WORLD 1915-45, Arms and armour press, London 1972
- Janusz Magnuski, "Armor in profile 1 / Pancerne profile 1", Pelta, 1997
- スティーブ・ザロガ「ポーランド軍戦車部隊 1930-39」、戦車マガジン社『戦車マガジン』1990年11月号
- 'Polish 10TP cruiser tank story', The PIBWL military site